# Grand'Anse Mahé
Grand'Anse Mahé è uno dei 26 distretti delle Seychelles, appartenente all'isola di Mahé.